# Azzédine Bounemeur
Azzédine Bounemeur, né en 1945 dans la commune de Grarem dans le Constantinois en Algérie, est un écrivain algérien qui a écrit des romans-témoignages sur la Guerre d’Algérie. Il publie en français.

## Biographie
Azzédine Bounemeur, né dans le bourg montagnard de Badsi, sur les hauteurs de Béni Haroun, commune de Grarem, perd son père très jeune. Le 25 décembre 1954, les combattants nationalistes installent dans la ferme familiale de M. Bounemeur un poste militaire et le chef nationaliste Lakhdar Bentobal devient le tuteur d'Azzédine, qui ainsi devient le plus jeune soldat de l'ALN (Armée de libération nationale).  Azzédine est à 10 ans parmi les personnes torturées pour interrogatoire à la suite des massacres du Constantinois en 1955. En 1957, Bounemeur a milité avec Salah Boubnider, dirigeant FLN de la wilaya II, avant d’être envoyé à Tunis le 8 août 1958 pour retrouver les bancs de l’école. Azzédine devient maquisard dès l’âge de 14 ans. 
Ses romans, qui ont pour cadre les montagnes de l'Atlas, forment un cycle consacré à la guerre d'indépendance algérienne. Selon Sélom Komlan Gbanou, il faut lire les œuvres de Bounemeur comme un témoignage. Azzédine Bounemeur obtient en 1982, le premier prix du vingtième anniversaire de l’indépendance de l'Algérie pour son œuvre: Les Bandits de l’Atlas.
Bounemeur habite en Algérie mais publie en France, d’abord chez Gallimard. Cette dernière, qui jugeait certains passages trop cruels, refuse son quatrième livre, et Bounemeur publie depuis chez l'Hamattan.
Bounemeur est marié, père de deux enfants et grand-père de deux petits-enfants.

## Œuvres
- 1983 Les bandits de l’Atlas, Gallimard[5],[6].
- 1985 Les lions de la nuit, Gallimard
- 1987 L'Atlas en feu, Gallimard.
- 1993 Cette guerre qui ne dit pas son nom, L'Harmattan.
- 1997 La pacification, L'Harmattan.